# Nieppe Bois (Rue du Bois) British Cemetery
Le cimetière « Nieppe Bois (Rue du Bois) British Cemetery » est un cimetière de la Première Guerre mondiale situé à Vieux-Berquin (Nord).

## Localisation
Ce cimetière est situé à 6 km à l'ouest du village, rue du Bois, en direction de La Motte-au-Bois.

## Histoire
Le secteur de Vieux-Berquin a été le théâtre de violents combats lors de la bataille de la Lys du 12 au 15 avril 1918. La ligne située à l'est de Nieppe était défendue contre des forces allemandes écrasantes par les 29e et 31e divisions britanniques. Bien que le village de Vieux-Berquin ait été détruit le 13 avril, le reste de la ligne a été retenu jusqu'à ce que la 1re Division australienne se soit désengagée et soit arrivée sur le terrain. Le cimetière a été créé d'avril à septembre 1918 . 

## Caractéristiques
Le cimetière britannique comporte maintenant 70 sépultures de la Première Guerre mondiale et 33 sépultures de la Seconde Guerre mondiale. Le cimetière a été conçu par AJS Hutton.

## Galerie

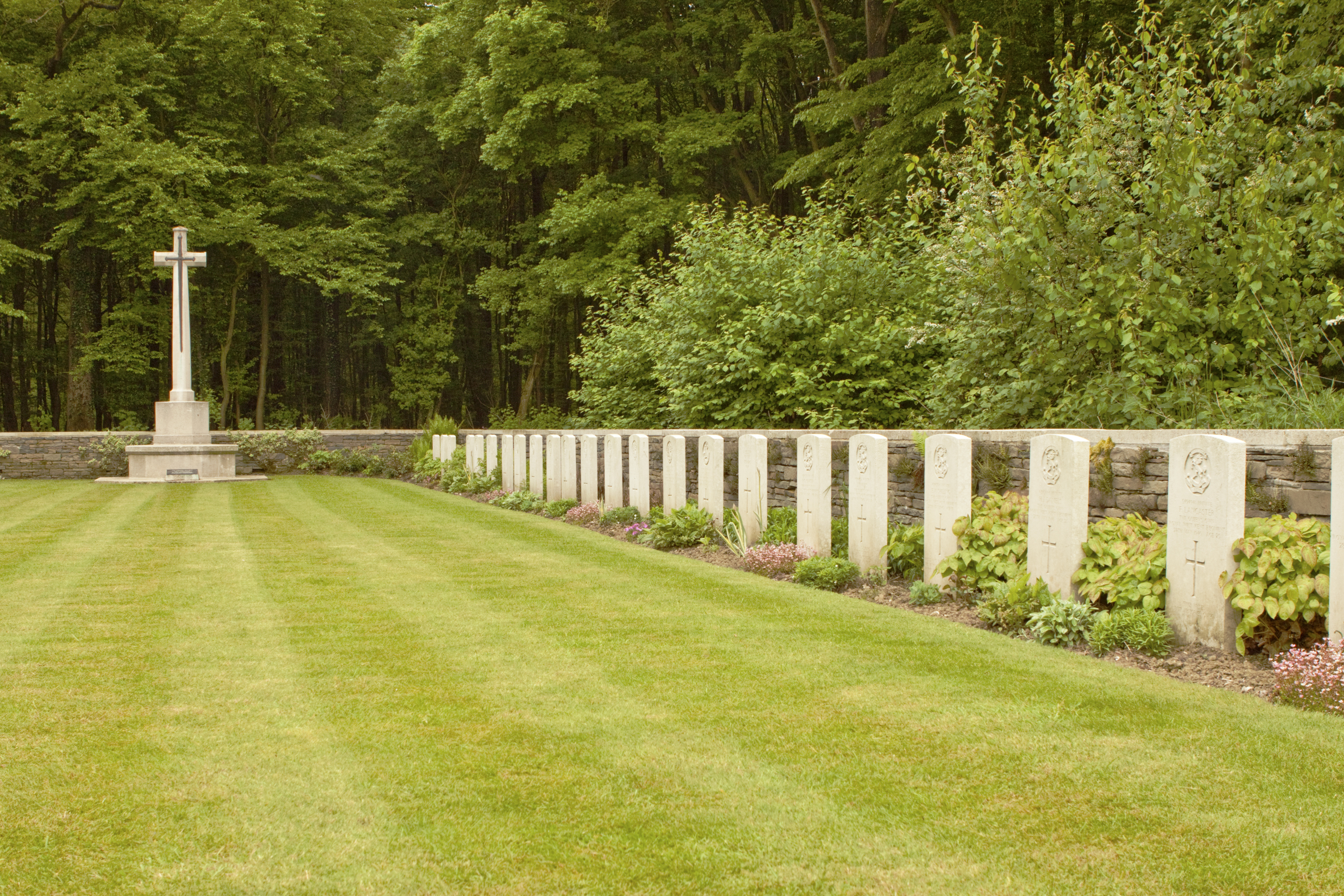
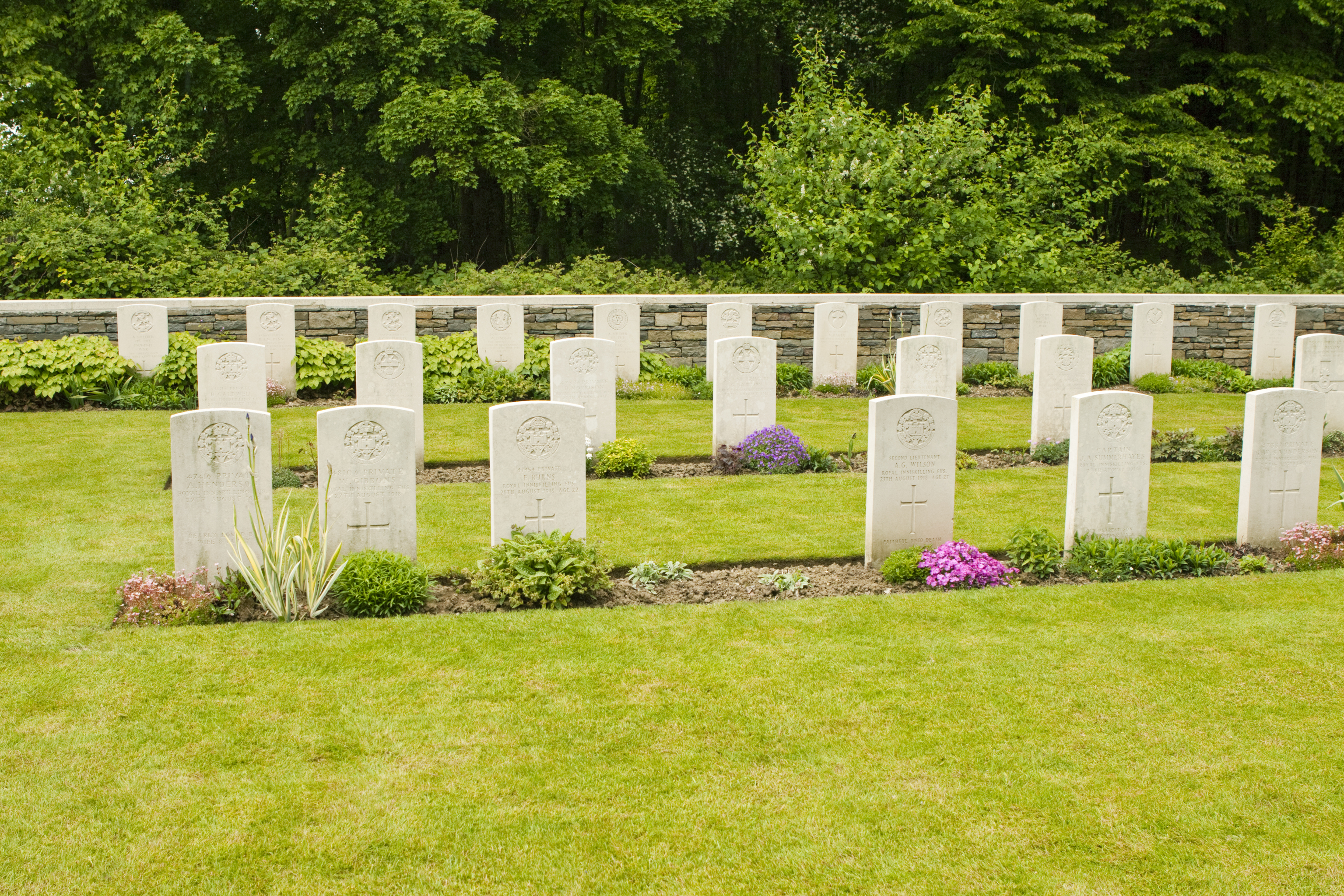
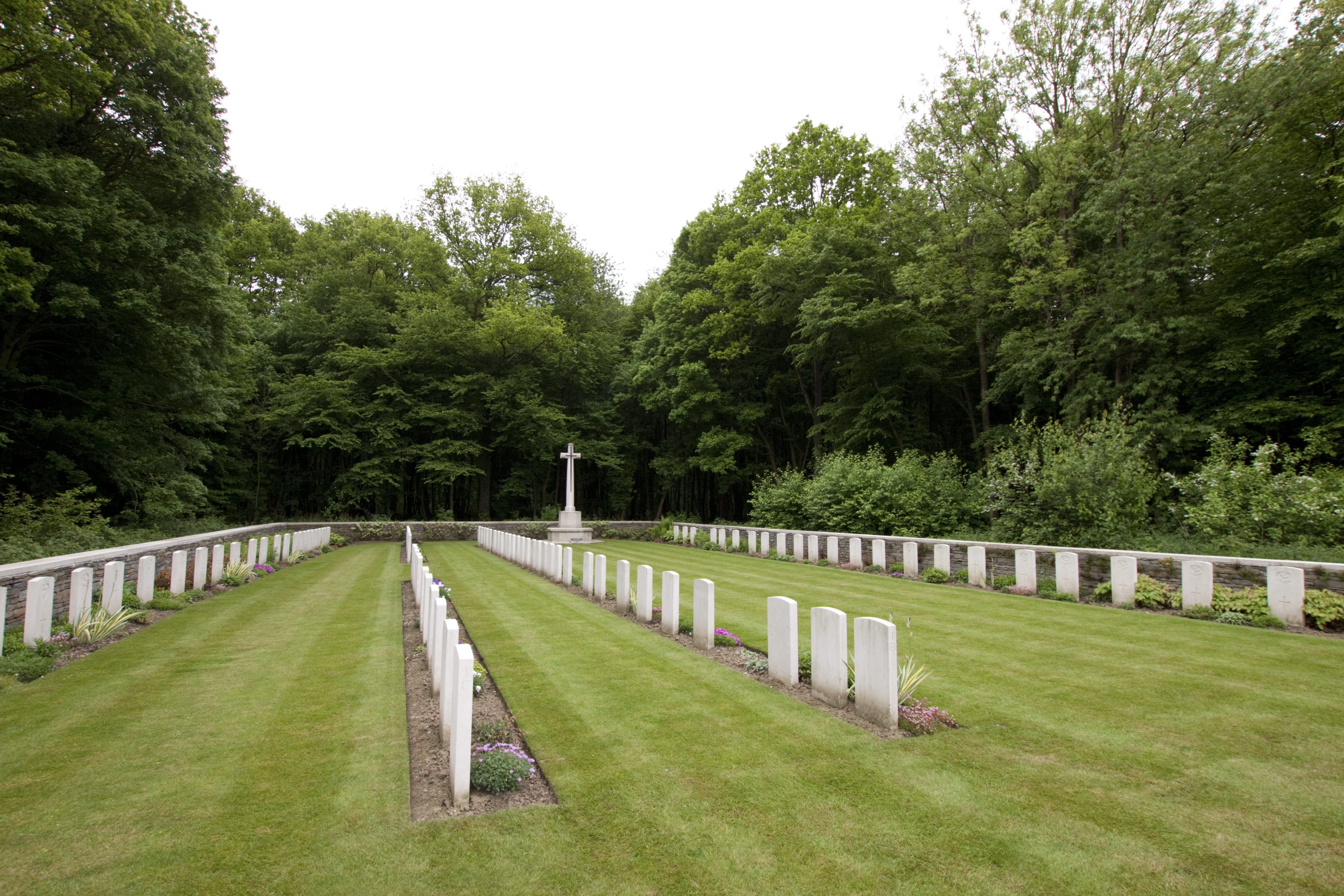
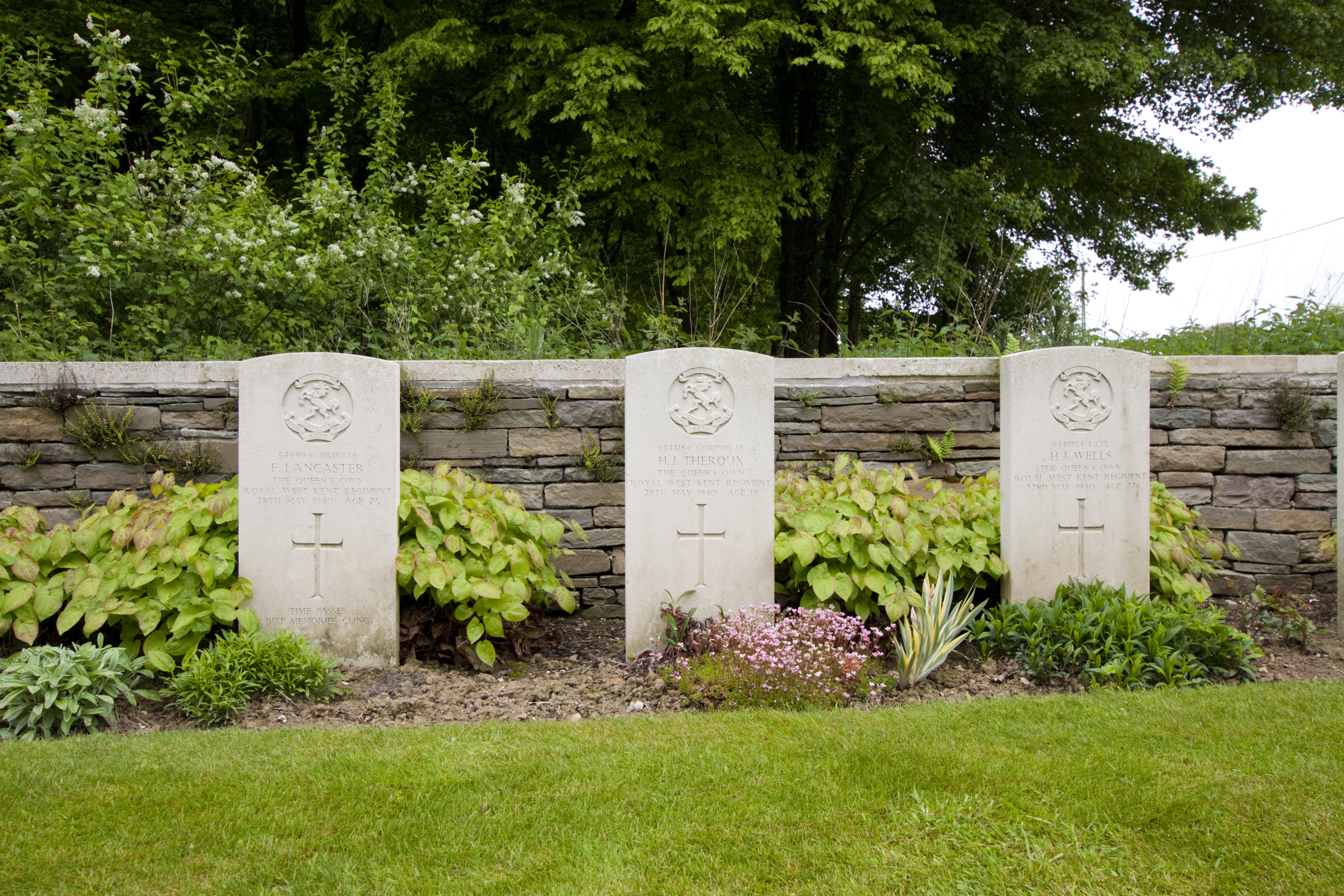

## Victimes
| Pays        | Victimes |
| ----------- | -------- |
| Royaume-Uni | 87       |
| Australie   | 15       |
| Total       | 103      |

## Coordonnées GPS
50° 41′ 32″ nord, 2° 35′ 58″ est